# Адаму (цар)
Адаму (на акадски: 𒀀𒁕𒈬 или А-да-му) е втори цар на Асирия, от династията на „17 царе, които живели в палатки“. Той наследява трона от Тудия. Управлява в периода 2400 – 2375 пр.н.е.
През 2400 пр.н.е., по негово време асирийците заедно шумерите са подчинени на акадците. Асирийските владетели са били подчинени на Саргон Велики и неговите наследници, а градът-държава Ашур се е превръща в регионален административен център на империята.